# ドヴェーラ
ドヴェーラ（伊: Dovera）は、イタリア共和国ロンバルディア州クレモナ県にある、人口約3,700人の基礎自治体（コムーネ）。

## 地理

### 位置・広がり

#### 隣接コムーネ
隣接するコムーネは以下の通り。括弧内のLOはローディ県所属を示す。
- ボッファローラ・ダッダ (LO)
- コルテ・パラージオ (LO)
- クレスピアーティカ (LO)
- ローディ (LO)
- モンテ・クレマスコ
- パンディーノ
- スピーノ・ダッダ

### 気候分類・地震分類
気候分類では、zona E, 2557 GGに分類される。
また、イタリアの地震リスク階級 (it) では、zona 3 (sismicità bassa) に分類される
。

## 行政

### 分離集落
ドヴェーラには、以下の分離集落（フラツィオーネ）がある。
- Barbuzzera, Postino, Roncadello, San Rocco